# Marstrands kyrka
Marstrands kyrka är en kyrkobyggnad på Marstrand i Kungälvs kommun. Den tillhör Marstrands församling i Göteborgs stift.

## Kyrkobyggnaden
Den första kyrkan lär ha uppförts i trä 1138 av den norske kungen Harald Gille. 
Nuvarande kyrka uppfördes ursprungligen 1270–1319 och var sannolikt kyrka för ett franciskanerkonvent. Större om- och tillbyggnader genomfördes 1690, 1804 och 1807–1809. Kyrkan är uppförd av gråkalkad natursten och enskeppig. Den består av långhus med smalare kor i öster och torn i väster. Fram till 1807 var långhuset tvåskeppigt och kyrkan hade tegelvalv, men detta ändrades i början av 1800-talet. Mittpelarna togs bort och kyrkan fick ett välvt brädtak. Vid den norra sidan finns en låg sakristia och vapenhuset ligger vid norra och södra sidan.
Kyrkogården ligger söder om kyrkan, där tidigare konventet hade sina byggnader fram till reformationen och en tid därefter.

## Inventarier

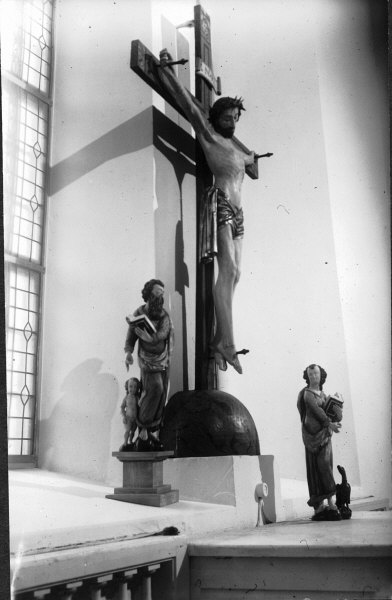
Triumfkrucifixet

- I fönsternischen bakom altaret, mellan östfönstren, hänger sedan 1809 ett triumfkrucifix, som är ett nederländskt arbete, troligen från 1400-talets senare del. Det flankeras av två skulpturer: evangelisten Matteus som ”bevingad man” (ängel) till vänster och Johannes Döparen som örn till höger. Krucifixet satt tidigare på den omkring sekelskiftet 1700 raserade triumfbågen. Det är utfört i polykromerat trä. Kristusgestalten företer likheter med den i Torslanda kyrka.[1]
- Predikstolen har en sexkantig korg som är ett barockarbete från 1691. Ombyggnader 1852 har förändrat predikstolen till en mer nyklassicistisk stil.
- Delar av en äldre läktarbröstning bemålad på 1700-talet av Erik Eriksson Grijs är bevarade.
- I tornet hänger tre klockor. En är från 1667 och de två andra från 1686.
- En åttkantig dopfunt med nyklassicistisk utformning är tillverkad 1912 efter ritningar av Ture Schaar i Göteborg. Runt cuppans kant finns ett textband: "Låten barnen komma till mig".

### Orglar
- En tidig orgel på läktaren i norr, först byggd 1604 och sedan ombyggd flera gånger, avyttrades 1803 till Morlanda kyrka.[2]
- Orgeln på läktaren i väster har en stum fasad som tidigare varit ljudande, byggd 1817 av Johan Ewerhardt den yngre. Verket byttes först ut 1899 till ett nytt tillverkat av Olof Hammarberg och därefter till ytterligare ett nytt verk 1934 från A. Magnusson Orgelbyggeri AB, vilket utökades 1946 av samma firma. Den har nu pipmaterial från olika tider och 26 stämmor fördelade på två manualer och pedal.[3]
- Kororgeln kom 2008 till kyrkan efter att tidigare ha stått i Kastalakyrkan och Munkegärdekyrkan i Kungälv. Den är byggd på 1980-talet av Hammarbergs Orgelbyggeri AB och har fem stämmor.[4]